# Codes
Codes es una localidad española del municipio de Maranchón, perteneciente a la provincia de Guadalajara, en la comunidad autónoma de Castilla-La Mancha.

## Geografía
El municipio se asienta en lo alto de un cerro, ubicado a una altitud de 1314 m sobre el nivel del mar, desde el que se divisa buena parte del término. Se encuentra ubicado al noreste de la provincia, limitando al norte con los vecinos Judes e Iruecha en la provincia de Soria. Desde el mismo se aprecia un extenso sabinar y en menor medida tierras de cultivo fundamentalmente trigo y cebada. 
La localidad pertenece a la vertiente hidrográfica del Ebro y abundan fuentes de agua y manantiales que contribuyen al caudal del río Mesa.
En su término se han encontrado diversos yacimientos arqueológicos de origen celta. De los mismos sobresale el hallazgo de la talla en piedra de la silueta de un caballo de origen celta.

## Historia
A mediados del siglo XIX, el lugar, por entonces con ayuntamiento propio, tenía contabilizada una población de 451 habitantes. La localidad aparece descrita en el sexto volumen del Diccionario geográfico-estadístico-histórico de España y sus posesiones de Ultramar de Pascual Madoz de la siguiente manera:

CODES: l. con ayunt. en la prov. de Guadalajara (16 leg.), part. jud. de Molina (6), aud. terr. de Madrid (26), c. g. de Castilla la Nueva, dióc. de Sigüenza (9): sit. en terreno llano y pedregoso sobre la cúspide de un cerro de penosa y áspera subida: tiene 80 casas; la de ayunt. con un gran patio, sala de sesiones, graneros y cárcel; escuela de instruccion primaria concurrida por 42 alumnos á cargo de un maestro, dotado con 1,100 rs., y una igl. parr. de térm. servida por un cura de provision real y ordinaria, y un beneficiado tambien con el cargo de la cura de almas. Confina el térm. N. Judes é Iruecha; E. Mochales; S. Balbacil y Clares, y O. Maranchon: dentro de él se encuentran cuatro manantiales, uno llamado de la Huerta, con cuyas aguas anda un molino harinero de represa, otro titulado de las Fuentes, el llamado de las Veguillas y el que se denomina del Pozo, el cual provee al vecindario para beber y demas usos domésticos; una ermita Ntra. Sra. del Buen Suceso, y el desp. de Madojos con otra ermita San Roque: el terreno es muy quebrado y pedregoso, todo de secano, y mucha parte de él bosque de sabina y enebro de mala calidad; comprende una deh. llamada de la Honmbria con arbolado de robles y estepas; hay en cultivo 200 fan. de primera calidad, 430 de segunda y 620 de tercera. caminos: los locales, de herradura y muy ásperos, y la ant. carretera de Madrid á Zaragoza. correo: se recibe y despacha en la estafeta de Maranchon por el baligero de Molina. prod.: trigo puro, comun, cebada, avena, guisantes, guijas, garbanzos, lentejas, yeros y patatas; cria ganado lanar, cabrio, mular, asnal y de cerda; caza de liebres, conejos y perdices. ind.: la agrícola, el espresado molino harinero y algunos de los oficios mas indispensables. comercio: esportacion de frutos sobrantes é importacion de los art. que faltan. pobl.: 115 vec., 451 alm. cap. prod.: 1.774,500 rs. imp.: 129,200. contr.: 6,076. presupuesto municipal: 1,600 rs., se cubre con el prod. de propios y reparto vecinal.
(Madoz, 1847, p. 499)

El municipio de Codes desapareció en 1970, al fusionarse con los de Maranchón, Balbacil y Clares.

## Demografía
| Gráfica de evolución demográfica de Codes entre 1842 y 1960 |
| |
| Población de derecho según los censos de población del INE Población de hecho según los censos de población del INEEntre el censo de 1970 y el anterior, este municipio desaparece porque se integra en el municipio Maranchón |

## Festividades
Las fiestas de la localidad se celebran los días 13, 14, 15 y 16 de agosto en honor a la Virgen del Buen Suceso. El 16 de agosto se realiza la representación de la Soldadesca en honor a San Roque, fiesta reconocida de interés turístico provincial. Se trata de una fiesta recuperada recientemente en la localidad. En la misma se exhiben trajes de la época napoleónica y se procede a "correr la bandera" en honor al santo. Las picas que se utilizan se exhiben durante el año en el museo diocesano de Sigüenza.